# Vlaamse Dienst voor Arbeidsbemiddeling en Beroepsopleiding
 (février 2021).
Si vous disposez d'ouvrages ou d'articles de référence ou si vous connaissez des sites web de qualité traitant du thème abordé ici, merci de compléter l'article en donnant les références utiles à sa vérifiabilité et en les liant à la section « Notes et références ».

Le VDAB exerce les compétences de l'emploi et de la formation professionnelle en Belgique sur le territoire de la Flandre (en jaune plein) ainsi que les compétences de la formation professionnelle sur le territoire de la Région de Bruxelles-Capitale (hachuré jaune et rouge)

Le Vlaamse Dienst voor Arbeidsbemiddeling en Beroepsopleiding (VDAB ; littéralement : « Service flamand pour la recherche d'emploi et la formation professionnelle ») est un service public en Belgique dont la compétence est l'emploi et la formation professionnelle limitée au territoire de la Région flamande, entité politique dont il dépend. Il prend également en charge la formation professionnelle des néerlandophones sur le territoire de la Région bruxelloise.
Il s’adresse à l’ensemble des personnes morales ou physiques concernées par une question d’emploi et de formation ainsi qu’aux acteurs de ce marché.

## Missions du VDAB
- Aider les personnes à mieux formuler leur projet professionnel, à acquérir plus de qualifications et à trouver un emploi.
- Aider les entreprises à recruter et à former leurs collaborateurs.
- Apporter un appui à tout acteur du marché de l'emploi en Flandre, ainsi que gérer et assurer la diffusion de l'information.